# امیر ریچاردسون
امیر عمر ریچاردسون (انگلیسی: Amir Richardson؛ زادهٔ ۲۴ ژانویهٔ ۲۰۰۲) بازیکن فوتبال است.
وی همچنین در تیم ملی فوتبال زیر ۲۰ سال فرانسه بازی کرده‌است.
| clubs4 = مطلب قابل توجه این است که مادر امیر عُمَر یک خانم ایرانی تورکمن اهل شهرستان گنبدکاووس می‌باشد.
او‌ طرفدار تیم استقلال تهران است